# Antoni Vives i Tomàs
Antoni Vives y Tomàs (n. Barcelona, 18 de julio de 1965) es un economista, político y escritor catalán. Licenciado en Ciencias Empresariales especializado en marketing y comercio internacional. Ha sido presidente de la Asociación de Jóvenes Escritores en Lengua Catalana, de la Fundación Aureli Maria Escarré por los derechos colectivos de los pueblos y vicepresidente de la Asociación Antisida de Cataluña. Además, ha sido uno de los fundadores de Opinión Catalana y es socio de Acció Cultural del País Valencià y también director de la Fundación Trias Fargas y de la asociación Tribuna Galeuscat (formada por PNV, BNG, CDC y UDC). Colabora habitualmente con el diario Ara.
Políticamente, militó en el MDT, después fue secretario general de Acción Catalana con Max Cahner y después ingresó en ERC, pero desde 1999 milita a CDC, desde donde ha ocupado la Secretaría de Planificación Económica (2000) y la Secretaría del Gobierno de la Generalidad de Cataluña (2001-2003). El año 2004 fue escogido vicesecretario general de militancia, participación y formación de Convergencia Democrática de Cataluña, hasta el 2008, cuando pasa a ocupar el área Galeuscat en el seno del Ejecutivo Nacional de CDC.
Desde las elecciones municipales del 2007, hasta septiembre de 2015 fue regidor en el Ayuntamiento de Barcelona, en la lista encabezada por Xavier Trias, y fue teniente de alcalde de Urbanismo del Ayuntamiento entre 2011 y 2015, siendo Xavier Trias alcalde.

## Imputaciones por corrupción
Vives está siendo investigado en el caso del 3 % por presunto pago de comisiones a Convergència a cambio de adjudicaciones

En el año 2017, la fiscalía de Barcelona presentó una querella por la contratación supuestamente simulada por parte de Barcelona Regional (BR) durante tres años de Antoni Miquel Cerveró, conocido como 'Leslie', el cantante de Los Sírex, que fue regidor del Ayuntamiento de Barcelona por CiU y de Jesús Arévalo Bravo, alcalde de Cervelló por CiU entre 2011 y 201 y posteriormente regidor. Según el fiscal, Cerveró y Arévalo estaban "directamente" vinculados a Antoni Vives.
El caso empezó con una auditoría interna que el equipo de la alcaldesa Ada Colau encargó sobre Barcelona Regional. La información se puso en manos de la Fiscalía Anticorrupción. El 7 de septiembre de 2015 Vivas comunicó a la alcaldesa Ada Colau su renuncia al acta de regidor.
En febrero del año 2020 se supo que la fiscalía pedía 5 años de prisión, por la presunta contratación irregular del alcalde del Ayuntamiento de Santa Coloma de Cervelló, Jesús Arévalo, a la entidad Barcelona Regional, mediante la ficción de un lugar de faena que no tenía ninguna función, y se le pagaron sueldos por valor de 155.000 euros.

## Obras

### No ficción
- 2002: Catalunya entre la perplexitat i el somni (Cataluña entre la perplejidad y el sueño)
- 2003: El nacionalisme que ve (El nacionalismo que viene (Premio Joan Fuster de Ensayo 2003), reflexión sobre el programa de acción que tiene que seguir el catalanismo contemporáneo para conseguir los objetivos de libertad y articulación de los Países Catalanes.
- 2006: Barcelonies: letra de batalla por Barcelona
- 2007: Per què faig de polític? Carta oberta als meus fills (¿Por qué hago de político? Carta abierta a mis hijos
- 2017: Smart : las ideas que convirtieron a Barcelona en una ciudad líder en el mundo

## Ficción
- 2011: El somni de Farringdon Road (El sueño de Farringdon Road (Premio Crexells del Ateneo Barcelonés 2011)[4]
- 2012: Les banderes de l'1 d'abril (Las banderas del 1 de abril)
- 2014: I demà, el paradís (RBA) (Y mañana, el paraíso (RBA)), Premio Llibreter de narrativa 2014.[5][6]
- 2016: Pasión, muerte y resurrección de Manel García